# Cratere Vieira da Silva
Vieira da Silva  è un cratere sulla superficie di Mercurio.